# 1955年逝世人物列表
1955年逝世人物列表：1月 - 2月 - 3月 - 4月 - 5月 - 6月 - 7月 - 8月 - 9月 - 10月 - 11月 - 12月
下面是1955年逝世的知名人士列表。

## 1月

### 1日
- 香蒂·斯瓦魯普·巴特納加爾，印度科學家

### 2日
- 何塞·安東尼奧·雷蒙·坎特拉，巴拿馬第19任總統（遇刺）

### 5日
- 馬塞爾·代特，法國政治家[1]

### 6日
- 叶夫根尼·塔尔列，蘇聯歷史學家

### 11日
- 魯道夫·格拉齊亞尼，義大利將軍

### 15日
- 約翰內斯·巴德爾，德國藝術家
- 伊夫·唐吉，法國畫家

### 21日
- 阿奇·哈恩，美國運動員

### 24日
- 艾拉·海耶斯，硫磺島美國海軍陸戰隊升旗手

### 29日
- 汉斯·赫托夫·汉森，丹麥第14任首相

### 31日
- 約翰·莫特，美國基督教青年會領導人，諾貝爾和平獎獲得者

## 2月

### 3日
- 瓦西里·布洛欣，蘇聯劊子手

### 6日
- 康斯坦丁·阿尔杰托亚努，羅馬尼亞第41任總理

### 9日
- 艾哈邁德·扎基·阿布·沙迪，埃及詩人、出版商、醫生、細菌學家和蜜蜂科學家

### 11日
- 奧娜·芒森，美國女演員

### 12日
- 汤姆·摩尔，愛爾蘭裔美國電影演員
- S.Z.薩卡爾，匈牙利演員

### 20日
- 奥斯瓦尔德·埃弗里，美國醫生和醫學研究員

### 23日
- 保羅·克洛岱爾，法國詩人、戲劇家和外交官

### 27日
- 特裡克西·弗里干薩，美國女演員

## 3月

### 3日
- 凱薩琳·德雷克塞爾，美國羅馬天主教創始人和聖人

### 8日
- 威廉·德米爾，美國編劇兼導演

### 9日
- 米羅斯拉瓦·斯特恩，捷克斯洛伐克-墨西哥女演員
- 馬修·漢森，美國探險家

### 11日
- 亚历山大·弗莱明，蘇格蘭科學家，諾貝爾生理學或醫學獎獲得者[2]

### 12日
- 查利·帕克，“辟波普”爵士乐演奏家。

### 14日
- 露絲·波爾，美國作詞家和音樂出版商[3][4]

### 16日
- 尼古拉斯·德·斯塔爾，俄羅斯畫家

### 18日
- 沃德·克莱德·阿利，美國生態學家

### 19日
- 米哈伊·卡羅伊，匈牙利第一任總統和匈牙利第20任總理

### 23日
- 亞瑟·伯納德斯，巴西第12任總統

### 24日
- 約翰·大衛斯，美國政治家、外交官和律師

## 4月

### 5日
- 蒂博爾·塞勒，匈牙利數學家[5]

### 7日
- 西達巴拉，美國電影女演員

### 10日
- 皮埃爾·泰爾哈德·德·夏爾丹，法國耶穌會神父、哲學家、古生物學家和地質學家

### 11日
- 克利夫頓·斯普拉格，美國海軍上將[6]

### 13日
- 佩頓·馬奇，美國陸軍上將

### 18日
- 阿尔伯特·爱因斯坦，德國出生的物理學家，諾貝爾獎獲得者

### 19日
- 吉姆·科貝特，英印獵人、環保主義者和作家[7]

### 24日
- 阿爾弗雷德·波爾加，奧地利出生的記者
- 沃爾特·西摩·艾爾沃德，加拿大雕塑家

### 25日
- 康斯坦斯·科利爾，英國女演員和表演教練

### 30日
- 約翰·亨利·塔爾斯，美國海軍上將和海軍航空先驅[8]

## 5月

### 2日
- 第一代高里伯爵亞歷山大·霍爾-魯斯文，澳大利亞第10任總督

### 4日
- 路易士·查理斯·寶璣，法國飛機設計師和製造商，早期航空先驅
- 乔治·埃内斯库，羅馬尼亞作曲家

### 10日
- 湯米·伯恩斯，加拿大拳擊手

### 16日
- 詹姆斯·阿吉，美國作家

### 17日
- 歐文·羅伯茨，美國法學家[9]

### 18日
- 瑪麗·麥克勞德·白求恩，美國教育家

### 19日
- 孔查·埃斯皮納，西班牙作家

### 23日
- 羅伊·艾爾斯，美國政治家和法官

### 26日
- 阿尔贝托·阿斯卡里，義大利賽車手（事故）

### 29日
- 魯道夫·克萊因-羅格，德國演員

### 30日
- 比爾·武科維奇，美國賽車手（事故）

## 6月

### 3日
- 芭芭拉·格雷厄姆，美國罪犯（被處決）

### 10日
- 瑪格麗特·阿博特，美國高爾夫球手

### 11日
- 沃爾特·漢普登，美國演員

### 12日
- 雷德克利夫·薩拉曼，英國植物學家[10]

### 13日
- 沃爾特·佈雷默，德國納粹戰犯

### 17日
- 卡萊爾·布萊克威爾，美國演員

### 26日
- 恩格爾伯特·扎施卡，德國直升機先驅

### 27日
- 哈裡·阿加尼斯，美國大學橄欖球運動員和職業棒球運動員

### 29日
- 馬克斯·佩希斯坦，德國畫家
- 格哈德·本科維茨（Gerhard Benkowitz），學校教師和反對德意志民主共和國的抵抗活動家

## 7月

### 3日
- 小阿德爾伯特·艾姆斯，美國科學家

### 9日
- 阿道弗·德拉韦尔塔，墨西哥第38任總統[11]

### 13日
- 魯思·埃利斯，英國出生的殺人犯，最後一位在英國被處決的女性
- 斯坦利·普萊斯，美國電影和電視演員

### 20日
- 卡盧斯特·古爾本基安，亞美尼亞商人和慈善家

### 23日
- 科德尔·赫尔，美國國務卿，諾貝爾和平獎獲得者

### 25日
- 伊萨克·杜纳耶夫斯基，蘇聯電影作曲家和指揮家
- 格特魯德·比斯利，美國作家、女權主義者和回憶錄作家

### 26日
- 雷蒙德·阿奇博爾德，加拿大裔美國數學家

### 29日
- Theda Bara，美國無聲電影和舞臺女演員

### 31日
- 羅伯特·弗朗西斯，美國演員

## 8月

### 1日
- 威廉·汉密尔顿，美國奧運運動員

### 2日
- 鲁普雷希特，巴伐利亞軍事領袖和最後一位巴伐利亞王儲
- 华莱士·史蒂文斯，美國詩人

### 5日
- 卡門·米蘭達，葡萄牙出生的巴西歌手和演員
- 蘇珊·鮑爾，美國女演員

### 9日
- 馬里恩·鮑爾，美國作曲家、教師、作家和音樂評論家

### 11日
- 弗蘭克·塞伯林，美國發明家，固特異輪胎橡膠公司的聯合創始人

### 12日
- 托马斯·曼，德國小說家，諾貝爾獎獲得者
- 詹姆斯·B·萨姆纳，美國化學家，諾貝爾獎獲得者

### 13日
- 弗洛倫斯·伊斯頓，英國歌劇女高音[12]

### 17日
- 费尔南·莱热，法國畫家和雕塑家

### 22日
- 雷蒙德·杜瓦爾，法國將軍[13]

### 28日
- 埃米特·蒂爾，美國謀殺案受害者

## 9月

### 14日
- 拉吉·馮·巴勒斯特雷姆，德國抵抗納粹主義的一部分

### 16日
- 里奧·艾默里，英國保守黨政治家和記者

### 20日
- 羅伯特·裡斯金，美國編劇

### 23日
- 玛莎·诺雷柳斯，美國奧運游泳運動員

### 24日
- 巴克萊·拜爾斯，澳大利亞足球運動員

### 30日
- 邁克爾·契訶夫，俄羅斯演員、戲劇導演和作家
- 占士·甸，美國演員

## 10月

### 3日
- 朱利葉斯·奧克斯·阿德勒，美國出版商、記者和美國陸軍少將

### 4日
- 亚历山大·帕帕戈斯，希臘陸軍元帥
- 斯坦·鮑姆加特納，美國棒球運動員

### 6日
- 羅伯特·門羅，蘇格蘭律師、法官和自由黨政治家

### 7日
- 魯道夫·西爾德拉耶斯，德國記者和行政長官，國際足聯第四任主席

### 9日
- 西奧多·因尼策，維也納紅衣主教
- 愛麗絲·喬伊斯，美國女演員

### 10日
- F. Matthias Alexander，澳大利亞演員和作家

### 13日
- 曼努埃尔·阿维拉·卡马乔，墨西哥第45任總統[14]
- 巴拉扎爾的亞歷山德麗娜，葡萄牙羅馬天主教神秘主義者，受害者靈魂和祝福

### 17日
- 迪米特裡奧斯·馬克西莫斯，希臘總理

### 18日
- 何塞·奧特加·加塞特，西班牙哲學家

### 19日
- 約翰·霍迪亞克，美國演員

### 22日
- 西里爾·阿靈頓，英國教育家、學者、神職人員和作家

### 25日
- 佐佐木禎子，日本原子彈爆炸病受害者

### 27日
- 胡安·德迪奧斯·馬丁內斯，厄瓜多第23任總統

## 11月

### 1日
- 戴尔·卡耐基，美國作家和講師

### 4日
- 賽·揚，美國棒球運動員（克利夫蘭蜘蛛隊）和 MLB 名人堂成員

### 5日
- 莫里斯·郁特里罗，法國藝術家

### 6日
- 埃德溫·巴克萊，利比里亞第18任總統[15]

### 7日
- 湯姆·鮑爾斯，美國演員

### 12日
- 阿爾弗雷德·哈約斯，匈牙利游泳運動員和建築師

### 14日
- 罗伯特·E·舍伍德，美國劇作家
- Ruby M. Ayres，英國浪漫小說家

### 15日
- 勞埃德·培根，美國演員兼導演

### 17日
- 詹姆斯·派斯·詹森，美國鋼琴家和作曲家
- 赫尔穆特·魏德林，德國將軍

### 20日
- 托馬斯·阿爾基謝夫斯基，波蘭社會主義政治家和波蘭第31任總理

### 22日
- 謝普·霍華德，美國演員和喜劇演員 (《三個臭皮匠》)

### 27日
- 亞瑟·霍內格，法國出生的瑞士作曲家

## 12月

### 1日
- 愛德華·格裡格，第一代奧特林厄姆男爵，英國殖民地行政長官和政治家

### 5日
- 南次郎，日本將軍兼韓國總督

### 6日
- 何那斯·華格納，美國棒球運動員（匹茲堡海盜隊）和美國職業棒球大聯盟名人堂成員

### 8日
- 赫爾曼·韋爾，德國數學家、理論物理學家和哲學家

### 13日
- 安东尼奥·埃加斯·莫尼斯，葡萄牙神經學家，諾貝爾生理學或醫學獎獲得者

### 14日
- 帕迪·梅恩，愛爾蘭和英國獅子會橄欖球國際隊，SAS 創始成員

### 15日
- 奧托·布勞恩，德國政治家，普魯士自由邦前部長總統
- 多蘿西·伯納德（Dorothy Bernard），美國女演員

### 18日
- 安娜·默里·韋爾，美國植物學家

### 21日
- 加雷金·恩日德，亞美尼亞政治家

### 22日
- 瑪麗·約瑟芬·貝德福德，澳大利亞慈善家

### 24日
- 娜娜·布萊恩特，美國女演員

### 31日
- 查理斯·烏里克·貝，美國商人和外交官

## 未知日期
- 德維爾·艾倫，美國社會主義者、和平主義政治活動家和記者
- Jnanadabhiram Barua，印度阿薩姆語作家、劇作家、翻譯家和大律師
- 斯坦利·耶魯海灘，富有的航空先驅